# Tessaract
Tessaract — украинская дэт-метал-группа из Харькова.

## История
Музыкальный коллектив Tessaract был образован в 1991 году Юрием Волковым. К 1992 году к нему примкнули гитарист Георгий Логвинов, барабанщик Юрий Харин и вокалист Андрей Селиванов. В этом же году было записано первое демо в студии SMS Soundfactory Groundless Translethargical Groaning from…, состоящее из 6 треков. В 1994 году происходит смена барабанщика на Константина Змиевского, и, в сентябре этого же года, Tessaract выступают на фестивале «Альтернатива» в городе Львове. В 1995 году выходит новое демо Extreme Neurotic Depression и в 1996 году распадается.
В 1999 году группа вновь начинает функционировать и в 2000 году выпускает дебютный альбом End of Depression. После выпуска альбома Tessaract активно концертируют, а в марте 2001 года уже закончена запись нового альбома A Sudden Outcome, но в марте следующего года участники дополняют материал различными бонусами.
В марте 2005 года выходит мини-альбом On the Edge, все партии вокала на котором исполнил приглашённый вокалист Влад Шахин из Mournful gust.

## Дискография
- 1992 — Groundless Translethargical Groaning from... (демо)
- 1995 — Extreme Neurotic Depression (демо)
- 2000 — End of Depression
- 2001 — A Sudden Outcome
- 2005 — On the Edge (мини-альбом)

## Состав

### Настоящий состав
- Анна Белякова — вокал
- Александр Овчинников — гитара
- Юрий Волков — бас
- Константин Змиевский — ударные

### Бывшие участники
- Александр Белоцерковский — гитара
- Роман Деев — вокал
- Игорь Евдокимов — вокал
- Юрий Харин — ударные
- Виктор Крупский — бас
- Георгий Логвинов — гитара
- Евгений Павлов — бас
- Владислав Полосухин — вокал
- Андрей Селиванов — вокал
- Игорь Зубко — гитара
- Юрий Шевченко — бас гитара